# Tim Stokely
Tim Stokely (nacido en julio de 1983) es un empresario británico, conocido por ser el fundador y CEO de OnlyFans, una plataforma en línea que permite a creadores de contenido obtener ingresos a través de sus seguidores.

## Biografía

### Primeros años y educación
Tim Stokely nació en julio de 1983 en Harlow, Reino Unido. Desde temprana edad mostró interés en la tecnología y el emprendimiento. Stokely estudió en la Universidad Anglia Ruskin.

### Carrera profesional

#### OnlyFans
Stokely fundó OnlyFans en 2016, una plataforma de suscripción de contenido que permite a creadores de contenido obtener ingresos a través de sus seguidores. La plataforma ha crecido rápidamente y ha ganado popularidad en todo el mundo, especialmente entre creadores de contenido para adultos. OnlyFans ha sido elogiado por permitir a los creadores mantener un mayor control sobre su contenido y recibir una mayor parte de los ingresos generados.
En diciembre de 2021, Timothy dejaría su puesto como CEO de Onlyfans.Fue sucedido por Amrapali Gan, quien también dejó el cargo en julio de 2023, siendo reemplazada por Keily Blair.